# هند: سرزمین مادری
هند: سرزمین مادری (انگلیسی: India: Matri Bhumi) یک فیلم در ژانر مستند به کارگردانی روبرتو روسلینی است که در سال ۱۹۵۹ منتشر شد.
یکی از فیلم‌نامه‌نویسان این فیلم فریدون هویدا، سفیر و نمایندهٔ دائم ایران در سازمان ملل متحد، بود. این فیلم در اولین دورهٔ جشنواره بین‌المللی فیلم مسکو در سال ۱۹۵۹ میلادی به‌نمایش درآمد.